# Phryxe sedula
Phryxe sedula là một loài ruồi trong họ Tachinidae.